# Arrondissement des Monts-Métallifères-Centraux

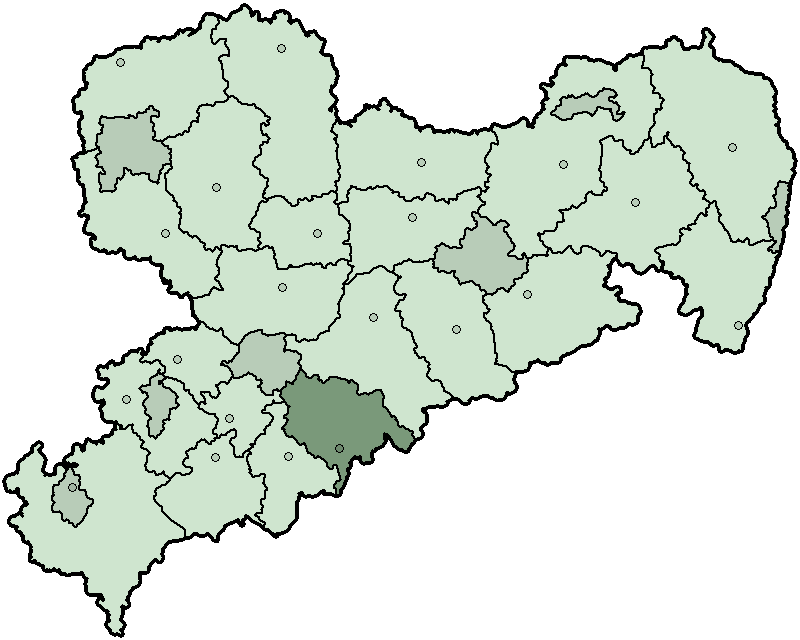
Localisation de l'ancien arrondissement en Saxe

L'arrondissement des Monts-Métallifères-Centraux était un arrondissement  (Landkreis en allemand) de Saxe  (Allemagne), dans le district de Chemnitz de 1994 à 2008.
Son chef lieu était Marienberg.
Il fut regroupé avec d'autres arrondissements le 1er août 2008 selon la réforme des arrondissements de Saxe de 2008.

## Villes et Communes
(nombre d'habitants en 2007)
| Villes 1. Lengefeld 2. Marienberg 3. Olbernhau 4. Wolkenstein 5. Zöblitz 6. Zschopau, Große Kreisstadt Verwaltungsgemeinschaften und Verwaltungsverbände 1. Verwaltungsverband Grüner Grund mit Sitz in Drebach-Scharfenstein, Mitglieder: Drebach und Venusberg 2. Verwaltungsgemeinschaft Marienberg mit Sitz in Marienberg, Mitglieder: Marienberg und Pobershau 3. Verwaltungsgemeinschaft Seiffen/Erzgeb. mit Sitz in Seiffen, Mitglieder: Deutschneudorf, Heidersdorf und Seiffen 4. Verwaltungsverband Wildenstein mit Sitz in Grünhainichen, Mitglieder: Börnichen, Grünhainichen und Waldkirchen 5. Verwaltungsgemeinschaft Zschopau mit Sitz in Zschopau, Mitglieder: Gornau/Erzgeb. und Zschopau | Gemeinden 1. Amtsberg 2. Börnichen/Erzgeb. 3. Borstendorf 4. Deutschneudorf 5. Drebach 6. Gornau/Erzgeb. 7. Großolbersdorf 8. Großrückerswalde 9. Grünhainichen 10. Heidersdorf 11. Pfaffroda 12. Pobershau 13. Pockau 14. Seiffen/Erzgeb., Kurort 15. Venusberg 16. Waldkirchen/Erzgeb. |